# Oreodontoides
Oreodontoides es un género extinto de "oreodonte" de la familia Merycoidodontidae , endémico de América del Norte que vivió entre el Oligoceno superior y el Mioceno inferior hace entre 30,8 y 20,6 millones de años aproximadamente.

## Taxonomía
Oreodontoides fue nombrado por Thorpe (1923) (nombrado como subgénero de  Eporeodon por Thorpe en 1921) y elevado a nivel de género. Fue  considerado sinónimo  de Merychyus por Loomis en 1924 y asignado Merycoidodontidae por Thorpe en 1923 y  1937, (1923), por Schultz y Falkenbach (1947) and Lander (1998).

## Morfología
Se examinó un único espécimen  para calcular su masa corporal por M. Mendoza, C. M. Janis, y P. Palmqvist. Se estimó que este espécimen pesaba 34.9 kg (76.9 lbs).

## Distribución fósil
Se han descubierto fósiles  en todo el oeste de Estados Unidos incluyendo Condado de Wheeler (Oregón) y Condado de Grant (Oregón), Condado de Laramie (Wyoming), Condado de Washabaugh (Dakota del Sur).

## Especies
Oreodontoides oregonensis (sinónimo de Desmatochoerus anthyonyi, Merychyus curtus).